# ابرویس
ابرویس (به فرانسوی: Obervisse) یک کمون در فرانسه است که در Canton of Boulay-Moselle واقع شده‌است.

## خصوصیات
ابرویس ۴٫۴ کیلومترمربع مساحت و ۱۲۶ نفر جمعیت دارد و ۳۸۰ متر بالاتر از سطح دریا واقع شده‌است.